# Kenneth Edmonds
Pour les articles homonymes, voir Kenneth, Babyface et Edmonds.
Kenneth Edmonds, également connu sous le pseudonyme de Babyface, né le 10 avril 1959 à Indianapolis, est un auteur-compositeur, producteur et chanteur américain.
Il a écrit et produit des centaines de tubes pour les plus grandes stars de la chanson du milieu des années 1980 à la fin des années 1990. Il est à l'origine de 125 hits classés dans le Top 10 du Billboard Hot 100 américain, dont seize numéro un, ainsi que de 42 numéro un au classement R&B. Il a par ailleurs remporté 12 Grammy Awards durant sa carrière.
Babyface a été l'un des pionniers du new jack swing dans les années 1980, style qui a façonné le son du R&B moderne.

## Biographie

### Carrière
Sa carrière musicale démarre en 1977, quand il devient guitariste pour le groupe de Jazz/Funk Manchild. La même année, le groupe sort un single qui se classe à une place plus qu’honorable dans les charts américains. C’est Bootsy Collins, célèbre bassiste et chanteur du groupe funk Parliament/ Funkadelic, qui l’appelle Babyface pour la première fois, trouvant que l’artiste avait encore un visage de gamin.
Puis Babyface intègre le groupe The Deele (en) à la suite de sa rencontre avec L.A. Reid en 1981. Leur collaboration fera d'eux le plus célèbre duo de compositeur-producteurs de la décennie. Après avoir sorti trois albums avec L.A. Reid, Street Beat (en), Material Thangz (en) et Eyes of a Stranger (en), et à la suite de leur succès en tant qu'auteurs pour d'autres artistes, Babyface et L.A. Reid quittent The Deele en 1988 pour se consacrer à leur carrière de producteurs. Son premier album solo Lovers sort en 1986. Entre-temps ils produisent des tubes pour Bobby Brown, Pebbles, Karyn White (en), The Whispers, Sheena Easton, Paula Abdul, Johnny Gill, Whitney Houston…
Alors que Michael Jackson est à l’apogée de sa gloire après la sortie de son album Bad, L.A. Reid & Babyface se font remarquer en déclarant : « Michael Jackson est le meilleur chanteur de tous les temps, mais il n'a pas les meilleures chansons ! ». À cette époque, Michael Jackson voulait L.A. Reid & Babyface pour produire l'album Dangerous, mais c'est son frère Jermaine Jackson (qui à cette époque est en conflit avec son frère) qui s'est octroyé le premier les services du fameux duo de producteurs avec l'album You Said sorti en 1991 sous le label LaFace Records.
En 1989 L.A. Reid & Babyface fondent leur propre maison de disques sous le célèbre label LaFace Records. Ils commencent alors à composer et produire pour de nouveaux artistes et pour les plus grosses pointures de la musique noire américaine. En parallèle, Babyface sort son deuxième album Tender Lover (en) en 1989. It's No Crime (en), Tender Lover, My Kinda Girl et Whip Appeal (en) seront ses quatre premiers tubes en solo dans les charts U.S., l’album sera double album de platine aux États-Unis.
Au début des années 1990 le duo de producteurs criblent les charts de tubes pour TLC, Toni Braxton, Boyz II Men, Whitney Houston, Paula Abdul, Outkast, Bobby Brown, Tevin Campbell (en), Aretha Franklin, Jermaine Jackson... Ils signent notamment leur premier numéro 1 au Billboard Hot 100 avec le tube I'm Your Baby Tonight de Whitney Houston. S'en suivra l’énorme succès du tube End Of The Road de Boyz II Men qui bat un record absolut aux États-Unis en restant classée 13 semaines numéro 1 en tête du Billboard Hot 100 et en pulvérisant le record de 11 semaines précédemment détenu par Elvis Presley.
En 1993, à la suite de divergence d'ordre artistique L.A. Reid et Babyface décident de mettre un terme à leur collaboration en tant que compositeurs/producteurs.
Babyface sort en 1993 son troisième album For the Cool in You (en) qui sera la dernière collaboration avec son acolyte L.A. Reid. La ballade acoustique When Can I See You (en) se classe dans les premières places des hit-parades pendant l’été 1993 ainsi que les singles For the Cool in You, Never Keeping Secrets et And Our Feelings. L’album sera triple platine aux États-Unis et sera nommé aux Grammy Awards dans la catégorie « Meilleure performance vocale masculine ». Lors de cette même cérémonie il remporte le Grammy du « Producteur de l'année ».  
À la suite de la rupture avec son acolyte L.A. Reid, Babyface commence à composer et produire en solo pour les plus grands artistes de la musique, notamment : Carole King, Patti LaBelle, Chaka Khan, Aretha Franklin, Madonna, Janet Jackson,Faith Evans, Al Green, Beyoncé, Diana Ross, Toni Braxton, Michael Jackson, Michael Bolton, Paula Abdul, Eric Clapton, Tevin Campbell, Bobby Brown, Whitney Houston, Brandy, Mary J. Blige, Tamia, Shola Ama, Dru Hill, Fall Out Boy, Céline Dion, Mariah Carey, Vanessa Williams, Chanté Moore, En Vogue, Kenny G, Lil Wayne, P!nk, TLC, Ariana Grande, Bruno Mars et Phil Collins parmi bien d'autres.
Il remporte trois années consécutives le Grammy Award du producteur de l'année en 1995-1996-1997. Il détient le record du plus grand nombre de victoires dans cette catégorie, avec quatre.
Il signe plusieurs tubes planétaires donc Take a Bow pour Madonna, I'll Make Love to You pour Boyz II Men, Change the World avec Eric Clapton, True Colors avec Phil Collins, Whitney Houston et son tube Exhale, Mary J. Blige, Brandy, Mariah Carey...
En 1995, la bande originale du film Waiting To Exhale, dans lequel le rôle principal est interprété par Whitney Houston, et entièrement composée par Babyface, est un énorme succès et se vend à plus de 10 million d’exemplaires à travers le monde.
En 1998, Babyface réussit à réunir les deux divas et rivales Whitney Houston et Mariah Carey le temps d'un duo pour la bande originale du film d'animation de Dreamworks Le Prince d'Égypte.
When You Believe est composé par Stephen Schwartz mais Babyface retravaille le morceau et produit sa propre version avec sa signature sonore. When You Believe reçoit l'Oscar de la meilleure chanson originale lors de la 71e cérémonie des Oscars le 21 mars 1999. Avant d'interpréter la chanson cette nuit-là, Schwartz retire le nom de Babyface sur la nomination. Il fait cela car les ajouts de la version de Babyface n'apparaissent pas sur la version du film, il ne donne pas les crédits d'écriture. Cependant, si Babyface ne reçoit pas d'Oscar, Carey et Houston interprètent sa version, car elles se sentent plus familières avec celle-ci qu'avec la version du film plus académique.
When You Believe connaît un immense succès en Europe et dans le monde en atteignant le top 5 en Belgique, Espagne, France, Italie, Norvège, Pays-Bas, Royaume-Uni, Suède et Suisse. Grâce aux ventes en Europe et aux États-Unis, la chanson reçoit beaucoup de certifications.
Pendant qu'il travaille sur son quatrième album solo The Day, il coécrit et coproduit avec David Foster, l'hymne Olympique The Power of the Dream (en) enregistré par Céline Dion pour la cérémonie d'ouverture des Jeux Olympiques d'Atlanta en 1996.
En 1996, il sort l'album, The Day (en), qui est l'album de la consécration[C'est-à-dire ?] en tant qu'interprète. Le single en duo avec Stevie Wonder How Come, How Long est un succès international. Sur ce disque, il impressionne les critiques par ses talents d'interprète et par la qualité technique de ses arrangements et ses compositions. Un album plus acoustique avec un son pop/soul et des invités prestigieux comme Eric Clapton, Stevie Wonder, Boyz II Men et Mariah Carey.
En 1997, Babyface est nommé pour le nombre record de douze Grammy Awards. Il est alors a l'apogée de sa gloire et les plus grandes stars se bousculent pour avoir un titre produit par Babyface.
En 1997, il crée avec son épouse Tracey Edmonds (en) sa leur propre maison de production pour la télévision et le cinéma, Edmonds Entertainement Group. Ils produisent des comédies à succès telles que : Sould Food, Hav'plenty, Light It Up et Josie et les Pussycats ainsi que des séries et shows pour la télévision.
Après son album MTV Unplugged tiré de son concert live a New York (avec des invités prestigieux tels que : Stevie Wonder, Eric Clapton, Shanice, Marc Nelson, After 7 (en)) ainsi que son album de Noël Christmas with Babyface (en), il quitte son label Epic Records pour rejoindre L.A. Reid qui succède à Clive Davis à la présidence de Arista Records.
Babyface sort l'opus Face2Face (en) le 11 septembre 2001. Pour la première fois de sa carrière, il fait appel a d'autres producteurs pour travailler sur plusieurs titres : The Neptunes, Heavy D., Tim & Bob (en) ou encore Buckwild. L’album se démarque de ses précédents albums avec un changement de style dans sa façon de chanter, un phrasé plus syncopé et un son brut, plus urbain. Cet album n’est pas un gros succès, seule la ballade What If et le titre dansant There She Goes (en) avec Pharrell Williams se classent dans les charts.
Après cet album, la carrière musicale de Babyface stagne un peu avec très peu de projets. L'arrivée d'une nouvelle vague de producteurs a succès tels que Pharrell Williams et Timbaland donne un nouveau son au R&B qui devient plus commercial et qui s'exporte à travers le monde entier.
En 2004, un nouvel album intitulé A Love Story disponible en téléchargement illégal sur Internet avant sa sortie, est avorté par sa maison de disques et ne sortira jamais. Seul le single The loneliness sortira sur les ondes radios. Entre soul, R&B et ambiances jazzy, l’album contient quelques perles comme My Boo (duo jazz avec la chanteuse Mycale), Makin' Love ou Love Song.
Finalement, c'est en septembre 2005 qu'il revient sur le devant de la scène avec un nouvel album intitulé Grown & Sexy (en). Album typique R&B avec un son très années 1990 et plus minimal. C’est album reprend deux titres du projet A Love Story. Les deux singles tirés de cet album sont Sorry For the Stupid Things et le groovy Grown & Sexy.
En 2007, il enregistre son neuvième album studio intitulé Playlist. Cet album album acoustique est composé de 8 reprises Folk ainsi que de deux nouvelles compositions.

#### 2013 - Le retour au premier plan
Le 17 août 2013, la chanson Hurt You qu'il interprète avec Toni Braxton est publiée. Elle représente les prémices de leur opus commun prénommé Love, Marriage and Divorce, qui sort le 4 février 2014,.
L'album se classe en tête des charts et remportera le Grammy Award du meilleur album R&B de l'année 2015.
Le 11 octobre 2013, Babyface est enfin honoré de son étoile le célèbre Walk Of Fame d'Hollywood et devient une légende vivante. Il reçoit la 2508e étoile. Puff Daddy, L.A. Reid, Stevie Wonder, Usher et Toni Braxton avaient fait le déplacement pour honorer leur ami pendant la cérémonie. Puffy poussera la confidence en avouant qu'il avait « conçu » deux de ses enfants sur des morceaux produits par Babyface : « And I want to thank you for Justin and Christian, I thank you. »
Babyface a réalisé en association avec Walter Afanasieff l'album Partners (en) (Columbia) de Barbra Streisand. Sorti en septembre 2014, le disque se hisse en tête des ventes américaines. L'album est certifié disque d'or aux États-Unis en novembre 2014.
En parallèle, il produit la reprise Rolling In The Deep d'Adele pour l'opus Aretha Franklin Sings the Great Diva Classics (en) d'Aretha Franklin.
Le 13 août 2015, un premier single de son premier album solo depuis 9 ans est dévoilé sur les ondes radios,We've Got Love. Prémisse de l'album Return of the Tender Lover (en) qui est un hommage a son album à succès sorti en 1989 Tender Lover (en) et qui sera composé de 8 nouvelles compositions.
En 2022, babyface sort son nouvel album Girls Night Outqui sera un album de collaborations avec la nouvelle génération de chanteuses R&B.

### Vie privée
En 1997, Babyface épouse Tracey Edmonds (en). Il a deux enfants : Brandon Kenneth, né en 1994, et Dylan Michael, né en 1996. Il divorce en 2005.
En 2014, Babyface épouse Nicole Pantenburg. Il divorce de Nicole Pantenburg en 2023.

## Discographie

### Album solo
- 1986 : Lovers
- 1989 : Tender Lover
- 1991 : A Closer Look (remix album)
- 1993 : For the Cool in You
- 1996 : The Day
- 1997 : MTV Unplugged NYC 1997 (live album)
- 1998 : Christmas with Babyface
- 2001 : Face2Face
- 2005 : Grown & Sexy
- 2007 : Playlist
- 2014 : Love, Marriage and Divorce (with Toni Braxton)
- 2015: Return of the Tender Lover
- 2022: Girls Night Out

## Filmographie

### comme compositeur-producteur de musiques de films
- 1992 : Boomerang
- 1993 : Bodyguard
- 1995 : Où sont les hommes ? (Waiting to Exhale)
- 1998 : Le Prince d'Égypte (The Prince of Egypt)
- 1999 : Anna et le Roi (Anna and the King)
- 1997 : Soul Food

### comme producteur de films
- 1997 : Hav' Plenty
- 1997 : Soul Food
- 1999 : Light It Up
- 2000 : Punks
- 2000 : Soul Food : Les Liens du sang (série TV)
- 2001 : Josie and the Pussycats

## Récompenses
- 1992 : Grammy Award du « producteur de l'année »
- 1992 : Grammy Award de la « meilleure chanson Rhythm and Blues » pour le titre End of the Road des Boyz II Men
- 1993 : Grammy Award de « l'album de l'année » pour la bande originale du film The Bodyguard
- 1994 : Grammy Award de « meilleure chanson Rhythm and Blues » pour le titre I'll Make Love to You des Boyz II Men
- 1994 : Grammy Award du « meilleur chanteur Rhythm and Blues » pour le titre ''When Can I See You''
- 1995 : Grammy Award du « producteur de l'année »
- 1996 : Grammy Award du « producteur de l'année »
- 1996 : Grammy Award de « la chanson de l'année » pour Change the World d'Eric Clapton
- 1996 : Grammy Award de la « meilleure chanson Rhythm and Blues » pour le titre Exhale de Whitney Houston
- 1997 : Grammy Award du « producteur de l'année »
- 2014 : Grammy Award de « l'album Rhythm And Blues de l'année » pour Love, Marriage and Divorce en duo avec Toni Braxton